# Liupanshui

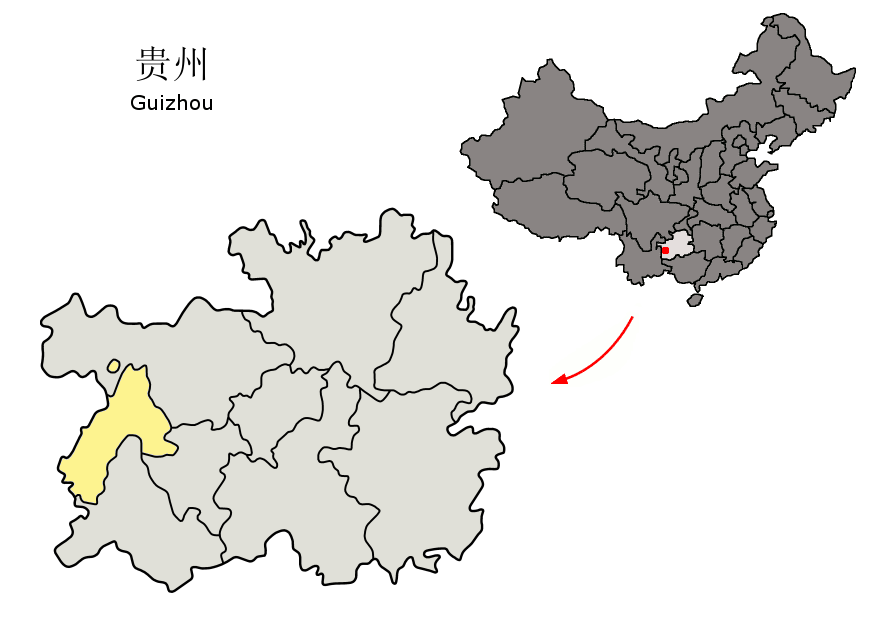
Lage von Liupanshui (gelb) im Westen der Provinz Guizhou

Liupanshui (chinesisch 六盤水市 / 六盘水市, Pinyin Liùpánshuǐ Shì) ist eine bezirksfreie Stadt im Westen der chinesischen Provinz Guizhou. Liupanshui hat eine Fläche von 9.914 Quadratkilometern und zählt 3.031.602 Einwohner (Stand: Zensus 2020). Es ist ein wichtiges Steinkohlenbergbau-Gebiet.

## Administrative Gliederung
Die bezirksfreie Stadt Liupanshui setzt sich auf Kreisebene aus zwei Stadtbezirken, einer kreisfreien Stadt und einem Sondergebiet zusammen. Diese sind:
- Stadtbezirk Zhongshan – (钟山区,  Zhōngshān Qū), Hauptort
- Stadtbezirk Shuicheng – (水城区,  Shuǐchéng Qū)
- Kreisfreie Stadt Panzhou – (盘州市,  Pánzhōu Shì)
- Sondergebiet Liuzhi – (六枝特区,  Liùzhī Tèqū).